# Rotkreuzklinikum München

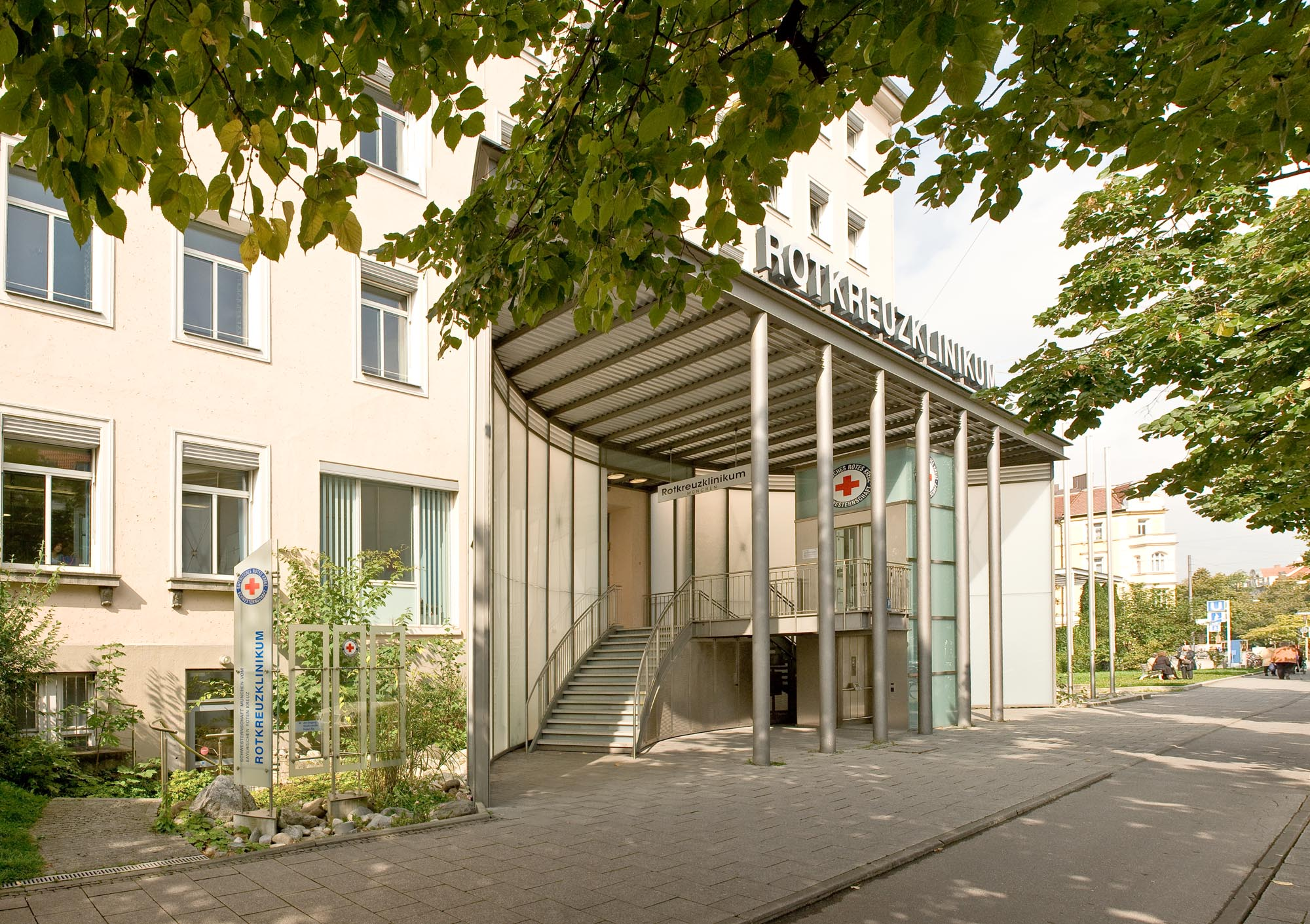
Rotkreuzklinikum München, 2008

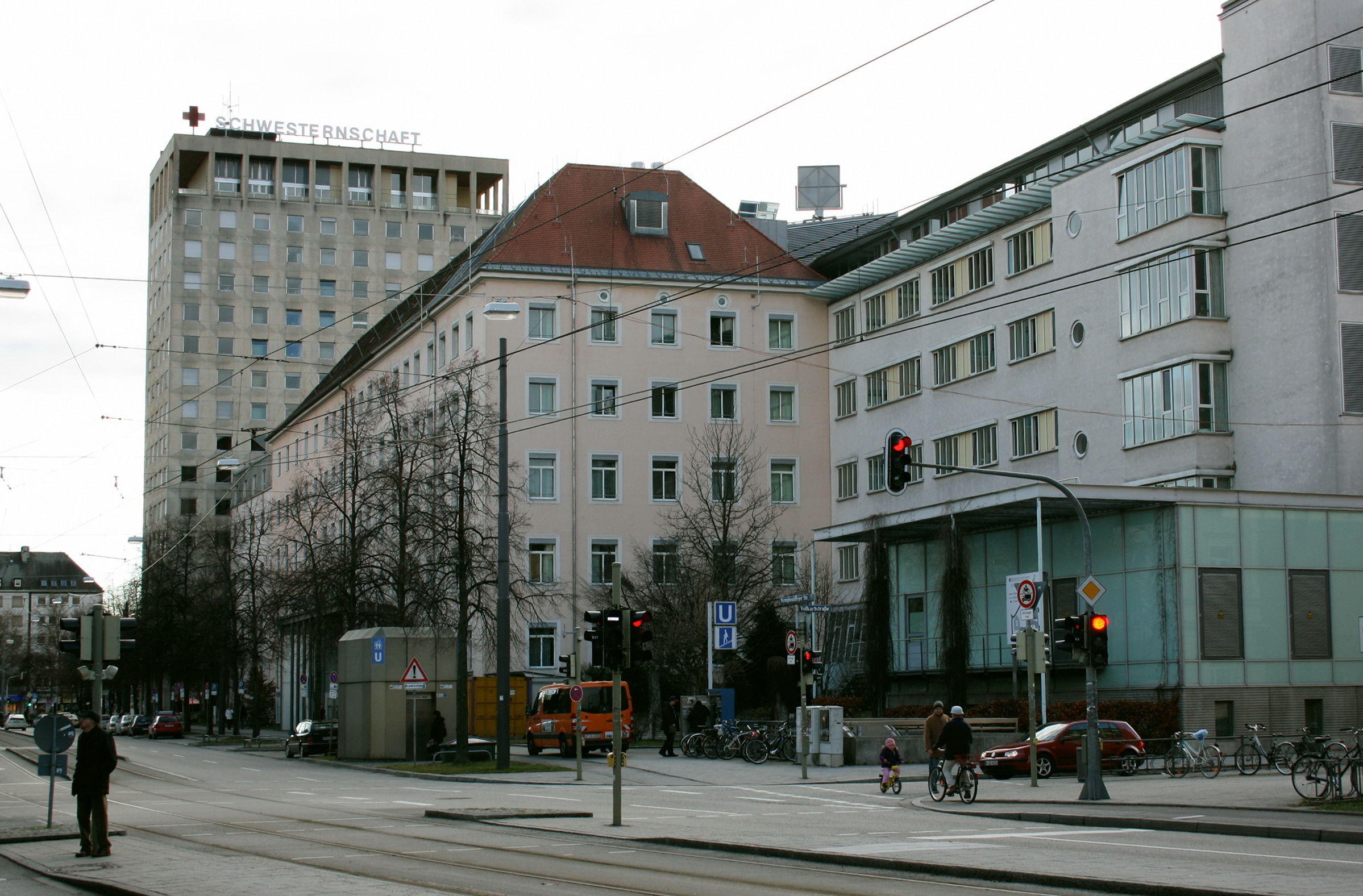
Rotkreuzklinikum München, 2011

Das Rotkreuzklinikum München ist ein Krankenhaus der Schwerpunktversorgung in München. Es wurde in der zweiten Hälfte des 19. Jahrhunderts gegründet und ist ein Tochterunternehmen der Schwesternschaft München vom Bayerischen Roten Kreuz e.V. Es besteht aus zwei Betriebsstätten. Das Haupthaus befindet sich im Münchener Stadtteil Neuhausen am Rotkreuzplatz. Die angehörige Frauenklinik liegt im Stadtteil Gern. Sie gehört wie die anderen Krankenhäuser der Münchner Rotkreuzschwestern zum Klinikverbund der Schwesternschaft München.

## Geschichte

### Bis 1945
Im Jahr 1872 nahmen die ersten Münchner Rotkreuzschwestern in angemieteten Räumen in der Salvatorstraße ihre pflegerische Arbeit auf. Nur wenige Jahre später erwarb man aufgrund des großen Patientenaufkommens ein größeres Haus in der Türkenstraße (Maxvorstadt), doch auch diese Räume wurden bald zu klein. Daher unterzeichnete die Schwesternschaft 1887 den Kaufvertrag für den Bauplatz an der Nymphenburger Straße, den endgültigen Standort des Krankenhauses. Im Mai 1892 wurde nach zweijähriger Bauzeit für eine Gesamtsumme von umgerechnet ca. 550.000 € das als Belegarztklinik geführte Krankenhaus feierlich eröffnet. 1905 wurde das Krankenhaus um den so genannten Winthir- oder Fürstenflügel erweitert und die Zahl der Betten stieg auf 235. Während des Ersten Weltkriegs diente ein Teil des Hauses als Reservelazarett.
Im Mai 1916 eröffneten Rotkreuzschwestern das Mütterheim an der Taxisstraße, den Vorläufer der späteren Frauenklinik.

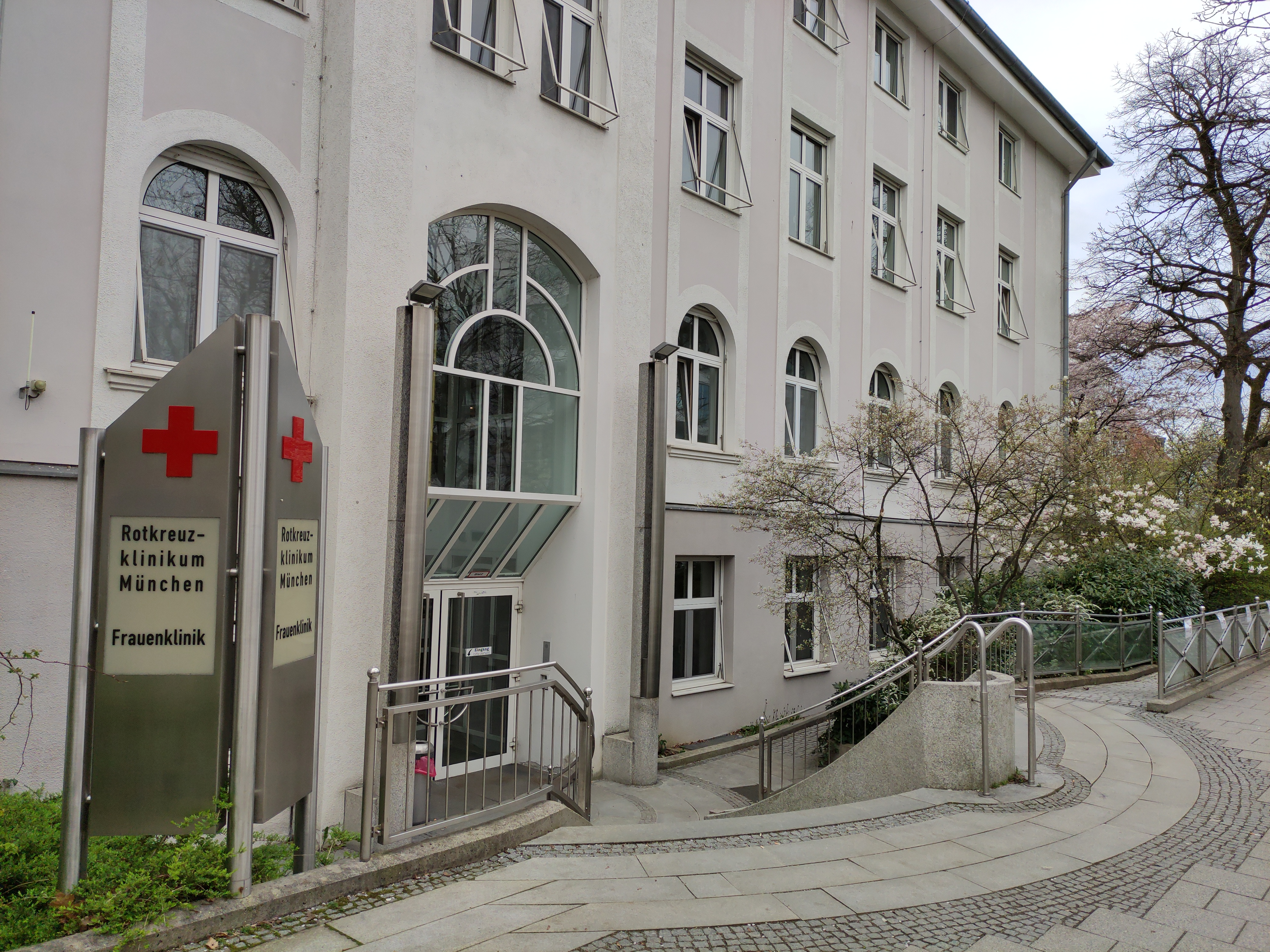
Eingang der Frauenklinik in der Taxisstraße, 2024

Zwischen den Weltkriegen kam das Rotkreuzkrankenhaus aufgrund der Hyperinflation in große wirtschaftliche Bedrängnis; es drohte, geschlossen oder verkauft zu werden. Nur durch persönliche Opfer der Schwestern konnte diese Krise abgewendet werden. Wenige Monate vor Ende des Zweiten Weltkriegs zerstörten mehrere Brand- und Sprengbomben der Alliierten das Krankenhaus und alle Gebäude der Schwesternschaft bis auf die Grundmauern. Trotzdem wurden in den Trümmern unter primitivsten Bedingungen bald wieder bis zu 40 Patienten versorgt. Operiert wurde im vom Bombenschutt frei gelegten Keller.

### Nach 1945
Schon kurze Zeit nach Kriegsende begann der Wiederaufbau. 1951 wurde der erste Bauabschnitt mit 100 Krankenbetten, provisorischen Operationssälen, einem Labor, der Küche mit Schwesternspeisesaal und der Krankenhauskapelle fertiggestellt. Bis 1965 kamen Stück für Stück immer neue Bauabschnitte dazu. Bei der Gesamtfertigstellung umfasste das Rotkreuzklinikum 500 Krankenbetten und 70 Betten für Neugeborene. Diese Bettenzahl wurde in späteren Jahren wegen Modernisierungsmaßnahmen reduziert. 1993 begann die Gesamtsanierung des Rotkreuzkrankenhauses in mehreren Bauabschnitten, die im August 2008 abgeschlossen wurde und rund 89 Mio. € kostete. Im Jahr 2005 überführte die Schwesternschaft das Rotkreuzklinikum zusammen mit der Frauenklinik vom Roten Kreuz in der Taxisstraße in die Rechtsform einer gemeinnützigen Klinikgesellschaft, die BRK-Schwesternschaft Gesundheitszentrum München gGmbH. Ein Jahr später wurden das Rotkreuzkrankenhaus und die Frauenklinik zum Rotkreuzklinikum München zusammengeschlossen, die Trägergesellschaft in Rotkreuzklinikum München gGmbH umbenannt. Gleichzeitig wurde die Versorgungsstufe angehoben: Das Klinikum ist seitdem ein Haus der Schwerpunktversorgung.

### Schutzschirmverfahren 2023
Im September 2023 ließ die Trägerin wegen finanzieller Probleme ein Schutzschirmverfahren beim Amtsgericht München einleiten.

## Daten
Das Rotkreuzklinikum München ist eines der akademischen Lehrkrankenhäuser der Technischen Universität München. Es verfügt über insgesamt 435 Betten (Rotkreuzklinik: 280, Frauenklinik: 155) und beschäftigt 930 Mitarbeiter, davon 124 Ärzte und 322 pflegerische Mitarbeiter. Die Frauenklinik bezeichnet sich mit jährlich über 3300 Geburten als eine der größten Geburtskliniken Deutschlands. Im Haupthaus am Rotkreuzplatz befindet sich außerdem ein Medizinisches Versorgungszentrum sowie ein Zentrum für Hernienchirurgie.
2023 wurde der onkologische Schwerpunkt des Krankenhauses mit den Organzentren:
- Interdisziplinäres Brustkrebszentrum,
- Gynäkologisches Krebszentrum,
- Zentrum für Hämatologische Neoplasien,
- Darmkrebszentrum (Transit),
- Pankreaskrebszentrum (Transit)

von der Deutschen Krebsgesellschaft (DKG) zertifiziert.